# Escalante (Krater)
Der Escalante ist ein Einschlagkrater im Südosten von Terra Cimmeria auf dem Planeten Mars. Er befindet sich bei 0,19° nördlicher Breite in der Nähe des Marsäquators und bei 115,39° östlicher Länge. Im Nordwesten befindet sich der Krater Knobel sowie Amenthes Rupes und im Nordosten der Krater Palos. Escalante hat einen mittleren Durchmesser von 75,26 Kilometer.
Die Internationale Astronomische Union benannte den Krater 1973 nach dem mexikanischen Astronomen Francisco Javier Escalante Plancarte (1887–1972), der den Krater um das Jahr 1930 entdeckte.

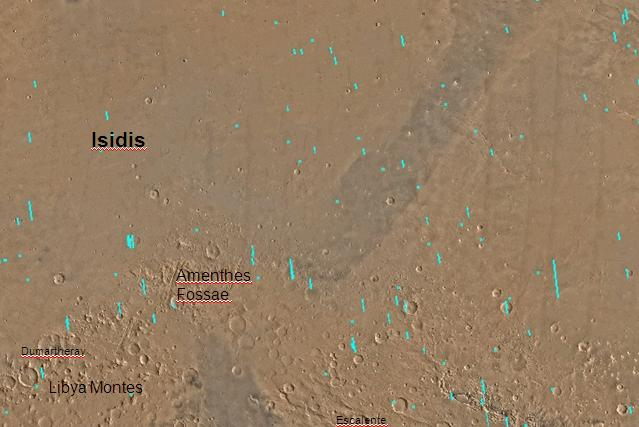
Amenthes Fossae: Im Nordwesten befindet sich die Tiefebene Isidis Planitia. Der Krater befindet sich auf dem Äquator.
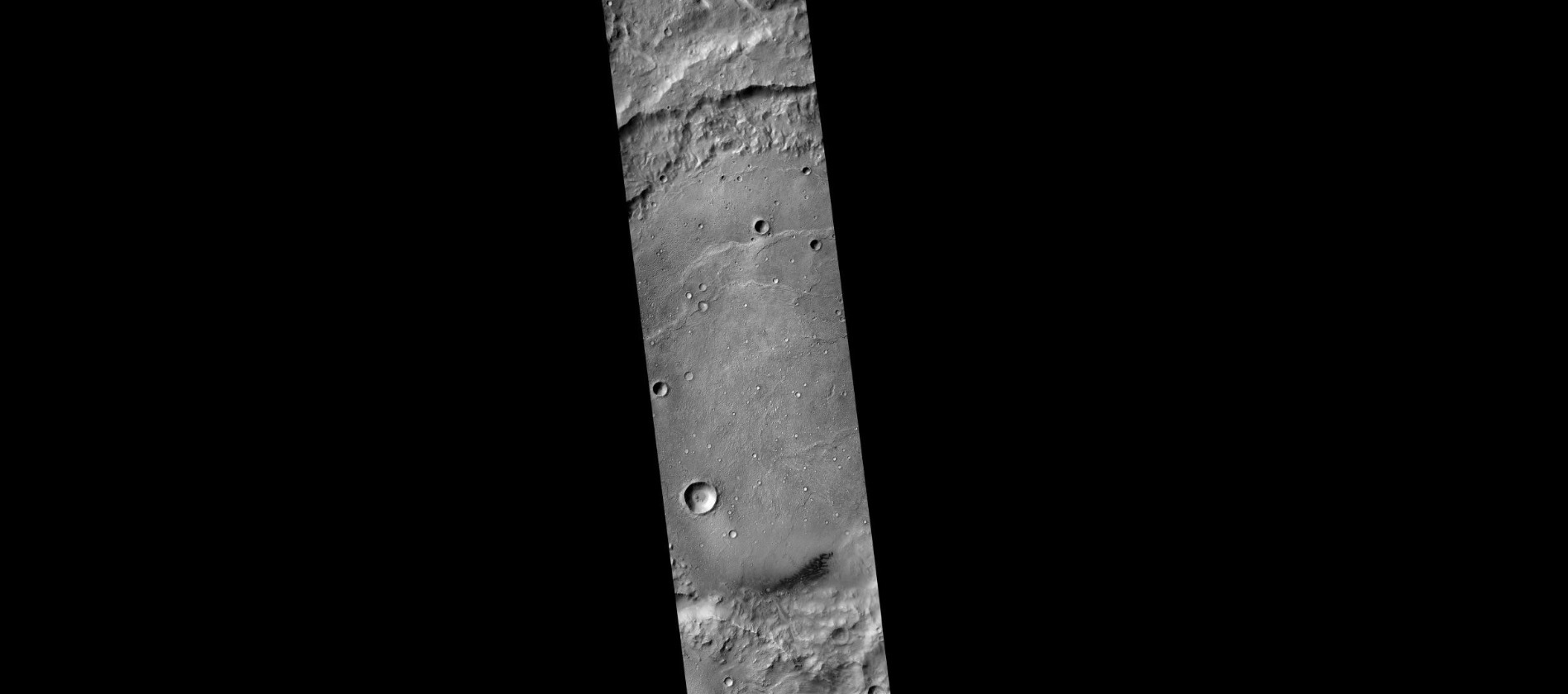
Aufnahme des Context Imagers an Bord des Mars Reconnaissance Orbiter
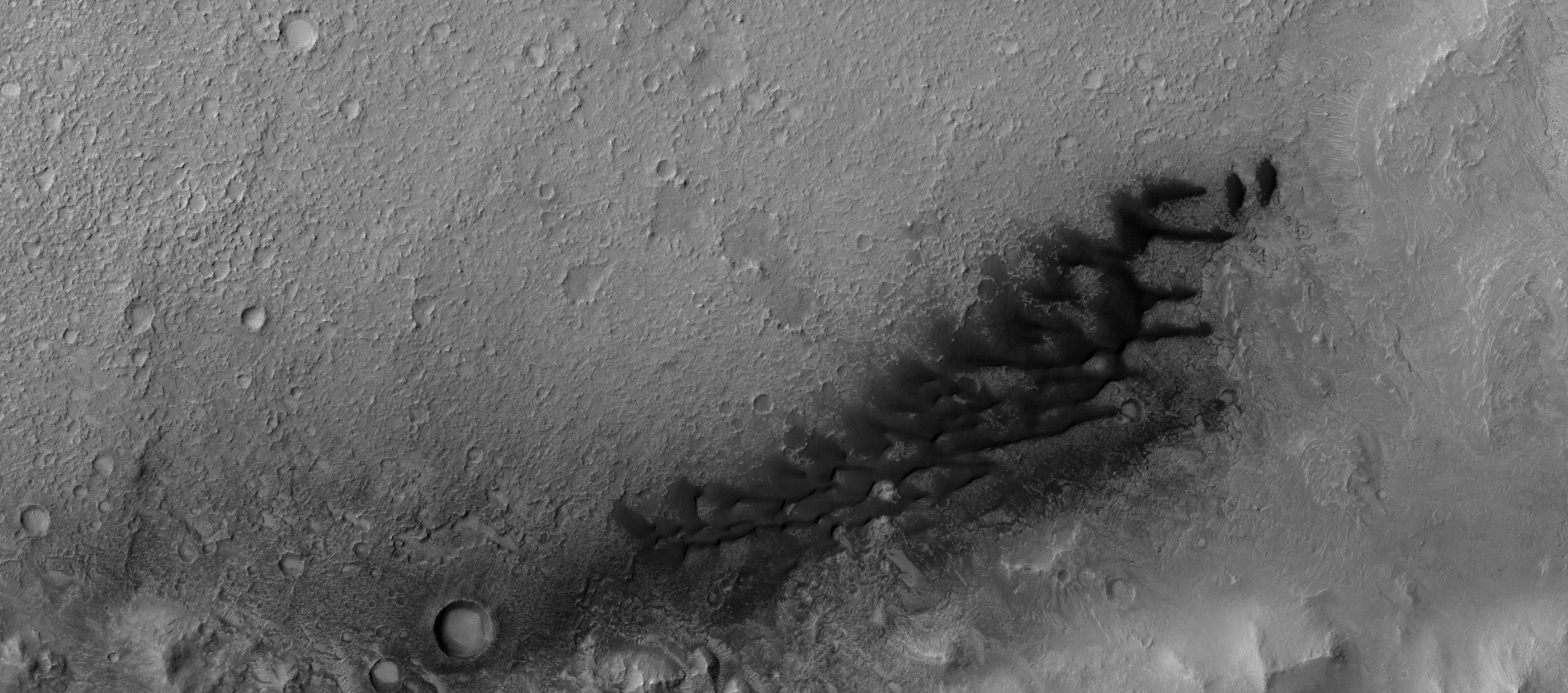
Dünen innerhalb des Escalante-Kraters (Vergrößerung)